# Cap Canaille
Cap Canaille és un promontori situat al departament de Boques del Roine, al sud de França, a la costa de la mar Mediterrània, entre les ciutats de Cassis i La Ciotat, a uns 27 km de centre de Marsella. A 394 m, és el penya-segat més alt de França. "Canaille" prové de l'llatí "Canalis mons", en altres paraules "muntanya de les aigües, dels aqüeductes", o de "Cap naïo", del provençal "muntanya de tot, que avança sobre el mar".

## Geografia
El massís de la Canaille o Penya-Segat de Soubeyran, amb els seus 2 km de longitud, forma el Penya-Segat marítim més alt de França (394 m). Cap Canaille és una aglomeració de diverses roques (pedra calcària, gres i pudinga). Els seus variats estrats rocosos (visibles a simple vista) i el seu color ocre fan d'aquest lloc l'encant de Cassis i un alt lloc geològic.
Al llarg de la costa al costat de la mar, crida l'atenció el contrast de Cap Canaille amb la blancor de la pedra calcària dels rierols, és als seus peus on va néixer la ciutat de Cassis.
El Cap Canaille és el més gran, el més bell i el més accessible de tots els panorames de la regió, trobarà una vista impressionant de la costa dels rierols i de les ciutats de Cassis i La Ciotat .
A la part alta d'aquest penya-segat hi ha una ruta de senderisme "màgica", que discorre al costat de la mar i que permet descobrir els jardins salvatges de Cap Canaille fins a Bec de l'Aigle (ciutat de la Ciotat). Aquesta sendera es pot definir com una ruta de senderisme vertical, ja que alguns passatges són perillosos (per exemple, cap cabra) i requereixen una corda o la presència d'un guia. En el Cap Canaille és també un lloc d'iniciació i rutes d'escalada importants, situat a pocs metres del semàfor, l'entorn del qual ofereix una magnífica vista i l'accessibilitat de la qual continua sent única a França .
Per a nedar, en el fons del penya-segat estan les platges de Cassis (la sorra ...) després una multitud de roques planes. Aquestes roques, accessibles a peu, li permeten aïllar-se per a una sessió de bronzejat i natació.

## La fauna i la flora
La fauna
Un gran nombre d'espècies de rèptils, insectes o aus s'han convertit en emblemàtiques de la regió.
Al passejar-se, vostè podrà trobar-se cara a cara amb un fardatxo, el més gran d'Europa, o fins i tot amb una Coronella girondica.
Si escodrinya els penya-segats, descobrirà el niu d'un xoriguer petit o d'un falciot pàl·lid. A l'horitzó podrà admirar les "Gabians", les gavines provençals, donant voltes en el cel blau. I amb una mica de sort i molta paciència, la majestuosa àguila cuabarrada potser aparegui a la tornada d'un penya-segat
La flora
Contenen un patrimoni florístic increïble: s'han catalogat 900 espècies (38 protegides i 43 notables)! El 11% de les espècies vegetals catalogades a França estan presents en aquest univers calcari.
Certes espècies són fins i tot característiques dels llocs: per exemple, la Sabline de Provence (Arenaria provincialis) només la trobarà en aqueste lloc. També trobaràs el pi d'Alep, el roure Kermes.

## Fauna i flora marina

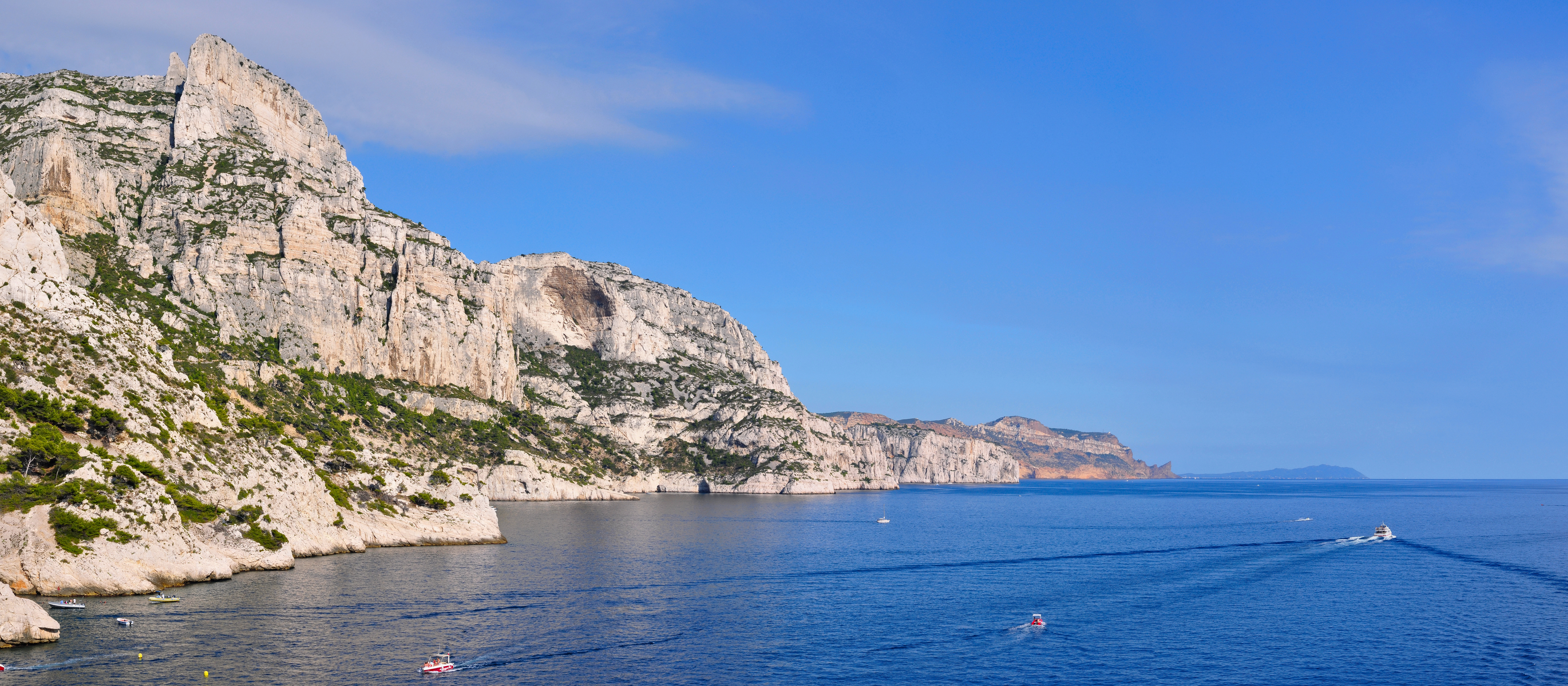
Els penya-segats de Devension en primer pla, el cap Canaille (roca vermella) i el cap Sicié al fons

El fons marí és fornit de boscos i vida animal increïbles, símbols de la puresa de l'aigua. La fauna submarina té més de 60 espècies patrimonials. Es trobarà amb espècies com: 
- Gorgònia Groga: Aquesta gorgònia, molt comú en el Mediterrani, es troba principalment en els talussos i sortints de 5 a 100 metres de profunditat.
- EL corall vermell: Aquest coral, anomenat "or vermell", li ha donat renom a la Mediterrània durant molts anys. Durant diversos segles ha estat utilitzat en la fabricació de joies o estatuetes. avui està desapareixent de mica en mica. La sobrepesca dels pescadors de corall s'ha tornat escassa. Des de 2011 està protegit a França fins a 50 metres.
- El mero marró: Aquest peix gegantí pot mesurar fins a 180 cm i pesar més de 50 kg. Pot viure fins a 50 anys. S'alimenta fonamentalment de pops, sípies i calamars.[3]

## Accés
L'accés a Cap Canaille és molt fácil. Es pot agafar el tren TGV fins a l'estació de Marseille Saint-Charles, després el TER fins Cassis. En cas d'anar en cotxe, des de Marsella, s'ha de prendre la A50, sortida nº6 Carnós de Provença o Cassis nº 8.
Accés al Parc Nacional de les Calanques des La Ciutat: Es pot accedir a peu des del centre de la ciutat (aproximadament entre 30 minuts y dues hores a peu), també des de les terminals d’autobusos 10 (Fardeloup), 30 (La Garde) i 31(Bucelle).
- Accés al Parc Nacional de les Calanques des de Cassis: Es pot arribar des de la platja d’Arene, que està a 30 minuts a peu del centre de la ciutat. Des de aquest punt es té una vista del massís des de baix i es pot gaudir del seu litoral. Hi han dos camins paral·lels per arribar, un a la vora del mar i l’altre sobresortint de l’arbust.[5]

Aparcament
Hi ha disponibles set aparcaments amb indicacions en temps real de el nombre de places disponibles. L'aparcament dels Gorguettes ofereix 220 places de forma gratuïta. En època de temporada i caps de setmana, hi ha una llançadora amb direcció a el centre de la vila i a al Parc de la Cales que surt cada 15 minuts.

## El Cap de Canaille, font d'inspiració
Le Cap de Canaille ha estat font d’inspiració per diferents expressions artístiques.
Cine
El paratge fou un dels escenaris del film “Cap Canaille” drama policíac dirigit per Juliet Berto i Jean-Henri Roger en 1983. Una pel·lícula francesa entorn a la corrupció i el món de les drogues amb Juliet Berto com protagonista. 
Pintura
L’impressionant perfil de roca calcària i vermella del Cap Canaille no ha passat desapercebuda entre els grans pintor dels segles XIX i XX.
Des-de Paul Signac i el Neoimpresionisme amb “ Cassis, Cap Canaille” (1889), al marsellès Jean-Baptiste Olive i el seu “ Cap Canaille”, l’Escola Provençale (Garibaldi), les post-impressionnistes (Camoin, Manguin) i els contemporanis com el fauvista Pierre Ambrogiani, pintan repetidament aquesta pedra angular de la regió.
Literatura
El Premi literari “Quai des orfèvres” en la actual edició 2021 té com punt de partida aquest espectacular cap. L'escriptor Christophe Gavat, comissari de policia, ha aconseguit el suport de critica i públic amb “Cap Canaille” una intriga criminal captivadora.
Gastronomia
El magnífic paisatge del Cap de Canaille dona el nom fins i tot a una varietat culinària francesa. La ciutat Francesa de Rouen ha posat el nom de Cap Canaille a una pizza elaborada amb xoriço, pebrot, olives, formatge emmental i tomàquets.